# Paul-Henri Mathieu
Paul-Henri Mathieu (ur. 12 stycznia 1982 w Strasburgu) – francuski tenisista, reprezentant w Pucharze Davisa, olimpijczyk z Pekinu (2008).

## Kariera tenisowa
Jako junior Mathieu wygrał w 2000 roku Rolanda Garrosa w grze pojedynczej chłopców, gdzie w finale pokonał Tommy'ego Robredo.
W gronie zawodowców Francuz pierwsze sukcesy zaczął odnosić w 2002 roku, wygrywając dwa turnieje kategorii ATP World Tour, najpierw w Moskwie, a potem w Lyonie oraz osiągając IV rundę Rolanda Garrosa. Dzięki tym wynikom oraz ukończeniu sezonu na 36. miejscu w rankingu ATP otrzymał miano „debiutanta roku” (ATP Newcomer of the Year). W grudniu tegoż sezonu Mathieu został powołany do reprezentacji Francji na finał Pucharu Davisa przeciwko Rosji. Mathieu oba pojedynki singlowe przegrał, najpierw z Maratem Safinem, a następnie z Michaiłem Jużnym. Ostatecznie Rosjanie wygrali rywalizację 3:2.
Rok 2003 Francuz ukończył pod koniec czołowej setki rankingu, na 83. miejscu dochodząc do jednego finału, w Palermo. Finałowe spotkanie przegrał z Nicolásem Massú. W kolejnym sezonie Mathieu zmagał się głównie z kontuzjami, natomiast w 2005 roku powrócił na korty osiągając m.in. półfinał rozgrywek ATP Masters Series w Montrealu.
Podczas Australian Open z 2006 roku Mathieu awansował do IV rundy, ponosząc porażkę ze Sébastienem Grosjeanem. W maju, na kortach Rolanda Garrosa Francuz w pojedynku III rundy stoczył blisko pięciogodzinny mecz z Rafaelem Nadalem zakończony wynikiem 5:7, 6:4, 6:4, 6:4 dla Hiszpana. Po spotkaniu stacje telewizyjne, jak i komentatorzy stwierdzili, że był to klasyk tenisa.
Trzecie singlowe zwycięstwo Mathieu wywalczył w kwietniu 2007 roku w Casablance. Finałowy pojedynek wygrał z Albertem Montañésem. W sierpniu Francuz triumfował w Gstaad, pokonując w spotkaniu o tytuł Andreasa Seppiego. W tym samym sezonie Mathieu doszedł ponadto do finału w Moskwie oraz IV rundy Wimbledonu. Rok zakończył na 25. miejscu w zestawieniu ATP.
Na początku 2008 roku Mathieu osiągnął IV rundę Australian Open. Dnia 7 kwietnia tego roku został sklasyfikowany na najwyższej pozycji w swojej karierze, na 12. miejscu. W czerwcu dotarł do IV rundy Rolanda Garrosa. Podczas igrzysk olimpijskich w Pekinie awansował do ćwierćfinału, eliminując m.in. Nikołaja Dawydienkę. Spotkanie o awans do półfinału zakończyło się porażką Francuza z Fernando Gonzálezem. W połowie września Mathieu wygrał swój pierwszy deblowy turniej, w Bukareszcie. Wspólnie z Nicolasem Devilderem pokonali w finale Mariusza Fyrstenberga i Marcina Matkowskiego. W następnym miesiącu Mathieu doszedł do finału singla w Metzu pokonany przez Dmitrija Tursunowa. Sezon ukończył na 31. pozycji w rankingu gry pojedynczej.
W 2009 roku Mathieu dotarł do jednego singlowego finału, w Hamburgu, w którym uległ Nikołajowi Dawydience, a sezon ukończył jako 33. tenisista na świecie. W 2010 roku Mathieu awansował w lipcu do IV rundy Wimbledonu. W tym samym miesiącu dotarł również do finału debla w Hamburgu, partnerując Jérémy'emu Chardy'emu. Finałowy mecz francuska para przegrała z duetem Marc López-David Marrero. Do marca tego roku Mathieu nie wystąpił w żadnym turnieju z powodu urazu. W 2011 roku Francuz nie rozegrał ani jednego meczu, zmagając się z przewlekłą kontuzją kolana.
Na początku sierpnia 2015 roku, po sześciu latach, Mathieu awansował do finału zawodów ATP World Tour, w Kitzbühel. Do turnieju dostał się przez kwalifikacje, jednak spotkanie o tytuł przegrał 6:2, 2:6, 2:6 z Philippem Kohlschreiberem. Sześć miesięcy później, w sezonie 2016 Francuz zagrał w finale zawodów w Montpellier, lecz uległ Richardowi Gasquetowi.
Ostatni mecz w karierze Francuz rozegrał podczas finałowej rundy eliminacji do turnieju ATP World Tour Masters 1000 w Paryżu w październiku 2017, przegrywając 3:6, 4:6 z Vaskiem Pospisilem.

### Finały w turniejach ATP World Tour
| Legenda                                      |
| -------------------------------------------- |
| Wielki Szlem                                 |
| Igrzyska olimpijskie                         |
| Tennis Masters Cup / ATP Finals              |
| ATP Masters Series / ATP Tour Masters 1000   |
| ATP International Series Gold / ATP Tour 500 |
| ATP International Series / ATP Tour 250      |

#### Gra pojedyncza (4–6)
| Końcowy wynik | Nr | Data                 | Turniej     | Nawierzchnia    | Przeciwnik            | Wynik finału     |
| ------------- | -- | -------------------- | ----------- | --------------- | --------------------- | ---------------- |
| Zwycięzca     | 1. | 6 października 2002  | Moskwa      | Dywanowa (hala) | Sjeng Schalken        | 4:6, 6:2, 6:0    |
| Zwycięzca     | 2. | 13 października 2002 | Lyon        | Dywanowa (hala) | Gustavo Kuerten       | 4:6, 6:3, 6:1    |
| Finalista     | 1. | 28 września 2003     | Palermo     | Ceglana         | Nicolás Massú         | 6:1, 2:6, 6:7(0) |
| Zwycięzca     | 3. | 29 kwietnia 2007     | Casablanca  | Ceglana         | Albert Montañés       | 6:1, 6:1         |
| Zwycięzca     | 4. | 15 lipca 2007        | Gstaad      | Ceglana         | Andreas Seppi         | 6:7(1), 6:4, 7:5 |
| Finalista     | 2. | 14 października 2007 | Moskwa      | Twarda (hala)   | Nikołaj Dawydienko    | 5:7, 6:7(9)      |
| Finalista     | 3. | 5 października 2008  | Metz        | Twarda (hala)   | Dmitrij Tursunow      | 6:7(6), 6:1, 4:6 |
| Finalista     | 4. | 26 lipca 2009        | Hamburg     | Ceglana         | Nikołaj Dawydienko    | 4:6, 2:6         |
| Finalista     | 5. | 8 sierpnia 2015      | Kitzbühel   | Ceglana         | Philipp Kohlschreiber | 6:2, 2:6, 2:6    |
| Finalista     | 6. | 7 lutego 2016        | Montpellier | Twarda (hala)   | Richard Gasquet       | 5:7, 4:6         |

#### Gra podwójna (1–1)
| Końcowy wynik | Nr | Data             | Turniej   | Nawierzchnia | Partner          | Przeciwnicy                          | Wynik finału          |
| ------------- | -- | ---------------- | --------- | ------------ | ---------------- | ------------------------------------ | --------------------- |
| Zwycięzca     | 1. | 14 września 2008 | Bukareszt | Ceglana      | Nicolas Devilder | Mariusz Fyrstenberg Marcin Matkowski | 7:6(4), 6:7(9), 22–20 |
| Finalista     | 1. | 6 lutego 2016    | Hamburg   | Ceglana      | Jérémy Chardy    | Marc López David Marrero             | 3:6, 6:2, 8–10        |